# مازدا سي إكس-60
مازدا سي إكس-60 هي سيارة كروس أوفر من إنتاج شركة مازدا اليابانية، بدأ إنتاجها في عام 2021.